# Möt mig i Gamla stan
Möt mig i Gamla stan är en sång skriven av Thomas G:son och Lina Eriksson, och framförd av Magnus Carlsson under Melodifestivalen 2015, där bidraget slutade på nionde plats i finalen. Koreograf för framträdandet var Vera Prada.

## Listplaceringar
| Lista (2015) | Topplacering |
| ------------ | ------------ |
| Sverige      | 34           |

### Fotnoter
1. ↑  Emma Petersson (14 mars 2015). ”Måns Zelmerlöw är vinnaren i Melodifestivalen 2015”. Sveriges Television. http://www.svt.se/melodifestivalen/mans-zelmerlow-ar-vinnaren-i-melodifestivalen-2015. Läst 15 mars 2015.
2. ↑  ”Bidragsbibeln: Magnus Carlsson – Möt mig i Gamla Stan”. SVT. Arkiverad från originalet den 7 januari 2017. https://web.archive.org/web/20170107193258/http://www.svt.se/melodifestivalen/artister/2015/magnus-carlsson/bidragsbibeln-magnus-carlsson-mot-mig-i-gamla-stan-i-melodifestivalen-2015. Läst 20 mars 2016.
3. ↑  ”Möt mig i Gamla stan”. Swedishcharts. 25 februari 2015. http://swedishcharts.com/showitem.asp?interpret=Magnus+Carlsson&titel=M%F6t+mig+i+gamla+stan&cat=s. Läst 15 mars 2015.